# Wenzel Feierfeil
Wenzel Feierfeil, též Václav Feierfeil (22. února 1868 Srby – 19. března 1941 Srby), byl český římskokatolický kněz a kanovník německé národnosti, československý politik, meziválečný poslanec a senátor Národního shromáždění za Německou křesťansko sociální stranu lidovou.

## Biografie
Na kněze byl vysvěcen v roce 1892 v Litoměřicích. Roku 1895 získal v Praze titul doktora teologie. Roku 1917 získal titul čestný papežský komoří (monsignore), roku 1925 papežský prelát. V letech 1899–1928 vyučoval náboženství na gymnáziu v Teplicích, předtím v České Lípě. Roku 1928 byl penzionován. Povoláním byl podle údajů k roku 1925 profesorem v Teplicích-Šanově.
V parlamentních volbách v roce 1920 se stal poslancem Národního shromáždění. Mandát obhájil v parlamentních volbách v roce 1925. Pak se přesunul do horní komory parlamentu. V parlamentních volbách v roce 1929 získal senátorské křeslo v Národním shromáždění. V senátu setrval do roku 1935.
Zemřel roku 1941 a byl pohřben ve svém rodišti.